# ダニイェル・アレクシッチ
ダニイェル・アレクシッチ（セルビア語: Дaниjeл Aлeкcић / Danijel Aleksić, ラテン文字転写: 、 1991年4月30日 - ）は、クロアチア・プーラ出身のサッカー選手。セルビア代表。コンヤスポル所属。ポジションはミッドフィールダー。

## 経歴
セルビア・スーペルリーガのFKヴォイヴォディナ・ノヴィ・サドでプロデビューし、2010年1月セリエAのジェノアCFCに移籍した。しかしリーグでの出場は1試合に留まり、SpVggグロイター・フュルトへの期限付き移籍を経てリーグ・アンのASサンテティエンヌへ完全移籍。2012-13シーズンにはチーム初のクープ・ドゥ・ラ・リーグ優勝を経験した。2013-14シーズンからはACアルル＝アヴィニョンに期限付き移籍した。
2014年6月、ポーランドのレヒア・グダニスクに移籍した。契約期間は2年。

## 代表歴
2008年にトルコで開催されたUEFA U-17欧州選手権に出場し、グループリーグで敗退するも大会最優秀選手賞に選出された。同年12月4日に行われたポーランド代表との親善試合でセルビア代表デビューをした。

## タイトル
クラブ
ASサンテティエンヌ
- クープ・ドゥ・ラ・リーグ 2012-13